# Línea N22 (EMT Madrid)
La línea N22 de la empresa municipal de autobuses de Madrid es una línea nocturna que conecta la Plaza de Cibeles con el Barrio de La Paz. Su recorrido es una mezcla de las líneas 27 (de Cibeles a Plaza de Castilla), 49 (de Plaza de Castilla a Ginzo de Limia), 83 (por el Barrio del Pilar) y 67 (desde el inicio del Barrio de la Paz a la Avenida de la Ilustración).

## Características
La línea, al igual que la gran mayoría de las líneas nocturnas de Madrid de la red de búhos, empieza su camino en la plaza de Cibeles y sus horarios de salida de la misma coinciden con los de otras líneas para permitir el transbordo. Desde el 30 de septiembre de 2013 deja de circular por Génova, Santa Engracia y Bravo Murillo, para hacerlo por el Paseo de Castellana.
Desde el 29 de noviembre de 2023, la línea se ha ampliado al Barrio de La Paz, estableciendo su cabecera al lado del hospital Ramón y Cajal y dejando de tener circuito neutralizado en el Barrio del Pilar.

## Horarios
| Domingos a jueves y festivos           |                            |                            |                            |                            |                            |                            |                            |                            |                            |                            |                            |                            |                            |                            |                            |
| Cibeles > Barrio de La Paz             | Cibeles > Barrio de La Paz | Cibeles > Barrio de La Paz | Cibeles > Barrio de La Paz | Cibeles > Barrio de La Paz | Cibeles > Barrio de La Paz | Cibeles > Barrio de La Paz | Cibeles > Barrio de La Paz | Barrio de La Paz > Cibeles | Barrio de La Paz > Cibeles | Barrio de La Paz > Cibeles | Barrio de La Paz > Cibeles | Barrio de La Paz > Cibeles | Barrio de La Paz > Cibeles | Barrio de La Paz > Cibeles | Barrio de La Paz > Cibeles |
| 00                                     | 01                         | 02                         | 03                         | 04                         | 05                         | 06                         | 07                         | 23                         | 00                         | 01                         | 02                         | 03                         | 04                         | 05                         | 06                         |
| 00 35                                  | 10 45                      | 20 55                      | 30                         | 05 40                      | 15                         |                            |                            | 40                         | 15 50                      | 25                         | 00 35                      | 10 45                      | 20                         | 00 45                      |                            |
| Viernes, sábados y vísperas de festivo |                            |                            |                            |                            |                            |                            |                            |                            |                            |                            |                            |                            |                            |                            |                            |
| Cibeles > Barrio de La Paz             | Cibeles > Barrio de La Paz | Cibeles > Barrio de La Paz | Cibeles > Barrio de La Paz | Cibeles > Barrio de La Paz | Cibeles > Barrio de La Paz | Cibeles > Barrio de La Paz | Cibeles > Barrio de La Paz | Barrio de La Paz > Cibeles | Barrio de La Paz > Cibeles | Barrio de La Paz > Cibeles | Barrio de La Paz > Cibeles | Barrio de La Paz > Cibeles | Barrio de La Paz > Cibeles | Barrio de La Paz > Cibeles | Barrio de La Paz > Cibeles |
| 00                                     | 01                         | 02                         | 03                         | 04                         | 05                         | 06                         | 07                         | 23                         | 00                         | 01                         | 02                         | 03                         | 04                         | 05                         | 06                         |
| 00 20 37 52                            | 07 22 37 52                | 07 22 37 52                | 07 22 37 52                | 07 22 37 52                | 07 25 45                   | 15                         | 00                         | 20 45                      | 10 30 50                   | 10 27 42 57                | 12 27 42 57                | 12 27 42 57                | 12 27 42 57                | 12 30 50                   | 15                         |
| Sólo sábados y vísperas de festivo     |                            |                            |                            |                            |                            |                            |                            |                            |                            |                            |                            |                            |                            |                            |                            |

## Recorrido y paradas

### Sentido Barrio de La Paz
| Código | Parada                                          | Común con             | Conexiones con Metro y Cercanías | Otros |
| ------ | ----------------------------------------------- | --------------------- | -------------------------------- | --- |
| 72     | CIBELES-CASA DE AMÉRICA (Paseo de Recoletos, 2) | N1 N4 N24 N25 N26     | Banco de España                  | Líneas N1, N2, N3, N4, N5, N6, N7, N8, N9, N10, N11, N12, N13, N14, N15, N16, N17, N18, N19, N20, N21, N22, N23, N24, N25, N26 y Exprés Aeropuerto (N27) |
| 65     | BIblioteca Nacional                             | N1 N4 N23 N24 N25 N26 | Recoletos                        | |
| 66     | Colón                                           | N1 N24                | Colón                            | |
| 62     | Castellana-Ministerio Interior                  | N1 N24                |                                  | |
| 60     | Castellana-Rubén Darío                          | N1 N24                | Rubén Darío                      | |
| 5333   | Emilio Castelar                                 | N1 N24                |                                  | |
| 56     | Gregorio Marañón                                | N24                   | Gregorio Marañón                 | |
| 54     | Museo Ciencias Naturales                        | N24                   |                                  | |
| 52     | Nuevos Ministerios-Castellana                   | N24                   | Nuevos Ministerios               | |
| 50     | Nuevos Ministerios-Centro Comercial             | N24                   | Nuevos Ministerios               | NC1 NC2 |
| 47     | Azca                                            | N24                   |                                  | |
| 42     | Lima-Santiago Bernabéu                          | N24                   | Santiago Bernabéu                | |
| 37     | Castellana-San Germán                           | N24                   |                                  | |
| 35     | Cuzco                                           | N24                   | Cuzco                            | |
| 33     | Castellana-Rosario Pino                         | N24                   |                                  | |
| 29     | Juzgados Plaza Castilla                         | N24                   | Plaza de Castilla                | |
| 1532   | Junta Municipal Tetuán                          | N23                   |                                  | |
| 5632   | Pinos Alta-Bravo Murillo                        |                       | Valdeacederas                    | |
| 5633   | Veza                                            |                       |                                  | |
| 5634   | Plátano                                         |                       |                                  | |
| 5635   | Arroyo                                          |                       |                                  | |
| 5636   | Arroyo-Paseo de la Dirección                    |                       |                                  | |
| 4264   | Paseo de la Dirección-Jaramagos                 |                       |                                  | |
| 4354   | Blanco Argibay-Paseo de la Dirección            |                       |                                  | |
| 1542   | Piedrafita del Cebrero                          |                       |                                  | |
| 1503   | Betanzos-Fernández Almagro                      |                       |                                  | |
| 1364   | Parque de La Vaguada                            |                       |                                  | |
| 1366   | Junta Municipal Fuencarral                      |                       |                                  | |
| 1368   | Monforte de Lemos-La Vaguada                    |                       | Barrio del Pilar                 | |
| 1546   | Ginzo de Limia-Sangenjo                         | N23                   |                                  | |
| 5218   | Patones-Sangenjo                                |                       |                                  | |
| 51008  | Alfredo Marquerie-Fermín Caballero              |                       |                                  | |

### Sentido Plaza de Cibeles
| Código | Parada                                          | Común con          | Conexiones con Metro y Cercanías | Otros |
| ------ | ----------------------------------------------- | ------------------ | -------------------------------- | --- |
| 51008  | Alfredo Marquerie-Fermín Caballero              |                    |                                  | |
| 1639   | Narcís Monturiol                                |                    |                                  | |
| 1379   | López Aguado-Arzobispo Morcillo                 |                    |                                  | |
| 1371   | Monforte de Lemos-Finisterre                    |                    |                                  | |
| 93     | La Vaguada                                      |                    | Barrio del Pilar                 | |
| 1367   | Junta Municipal Fuencarral                      |                    |                                  | |
| 1365   | Parque de La Vaguada                            |                    |                                  | |
| 1504   | Betanzos-Fernández Almagro                      |                    |                                  | |
| 1543   | Piedrafita del Cebrero                          |                    |                                  | |
| 4355   | Blanco Argibay-Paseo de la Dirección            |                    |                                  | |
| 1539   | Blanco Argibay-Sorgo                            |                    |                                  | |
| 1537   | Blanco Argibay-Pinos Baja                       |                    |                                  | |
| 1535   | Blanco Argibay-Muller                           |                    |                                  | |
| 5268   | Blanco Argibay-Mundillo                         |                    |                                  | |
| 1533   | Junta Municipal Tetuán                          | N23                | Valdeacederas                    | |
| 28     | Juzgados Plaza Castilla                         | N24                | Plaza de Castilla                | |
| 32     | Castellana-Rosario Pino                         | N24                |                                  | |
| 34     | Cuzco                                           | N24                | Cuzco                            | |
| 36     | Castellana-San Germán                           | N24                |                                  | |
| 41     | Lima-Santiago Bernabéu                          | N24                | Santiago Bernabéu                | |
| 5340   | Azca                                            | N24                |                                  | |
| 49     | Nuevos Ministerios-Cercanías                    | N24                | Nuevos Ministerios               | NC1 NC2 |
| 51     | Nuevos Ministerios-Castellana                   | N24                | Nuevos Ministerios               | |
| 53     | Museo Ciencias Naturales                        | N24                |                                  | |
| 4337   | Gregorio Marañón                                | N24                | Gregorio Marañón                 | |
| 57     | Emilio Castelar                                 | N1 N24             |                                  | |
| 59     | Castellana-Rubén Darío                          | N1 N24             | Rubén Darío                      | |
| 61     | Castellana-Ministerio del Interior              | N1 N24 N25 N26     |                                  | |
| 63     | Colón                                           | N1 N24 N25 N26     | Colón                            | |
| 5626   | Biblioteca Nacional                             | N1 N23 N24 N25 N26 | Recoletos                        | |
| 72     | CIBELES-CASA DE AMÉRICA (Paseo de Recoletos, 2) | N1 N4 N24 N25 N26  | Banco de España                  | Líneas N1, N2, N3, N4, N5, N6, N7, N8, N9, N10, N11, N12, N13, N14, N15, N16, N17, N18, N19, N20, N21, N22, N23, N24, N25, N26 y Exprés Aeropuerto (N27) |

## Galería de imágenes

Mapa zonal de la estación de metro de Santiago Bernabeu con los recorridos de las líneas de autobuses, entre las que aparece el N22.